# Parque Tecnológico de Álava
Este parque se creó en el año 1992 como una iniciativa de la Diputación Foral de Álava, el Ayuntamiento de Vitoria y la sociedad SPRI, dependiente del Gobierno del País Vasco. Tiene una superficie de 1.911.864 m². Actualmente hay 102 empresas instaladas en el mismo, que dan trabajo a 2.715 trabajadores; teniendo posibilidad de duplicar su capacidad actual. Forma parte de la Red de Parques Tecnológicos del País Vasco, junto con el Parque Tecnológico de Vizcaya y el de San Sebastián. Destacan por su presencia en dicho parque, organizaciones como Aernnova, Mitsubishi Electric, Neiker, Tecnalia o Ibermática.

## El parque en cifras

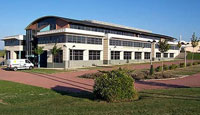
Parque Tecnológico de Álava.

## El parque en cifras[1]
|                              | Superficie (m²) | Edificabilidad (m²) |
| ---------------------------- | --------------- | ------------------- |
| Superficie total del PTA     | 1.911.864       | -                   |
| Superficie sin urbanizar     | 740.000         | -                   |
| Suelo urbanizado total       | 607.482         | 279.490             |
| Suelo urbanizado disponible  | 202.075         | 162.448             |
| Suelo urbanizado ocupado     | 405.407         | 117.042             |
| Propiedad de empresas        | -               | 142.413             |
| Propiedad del PTA            | -               | 24.353              |
| Grado de ocupación edificios | -               | 63%                 |

| Empresas instaladas hasta la fecha               | 102   |
| Plantilla total                                  | 2.715 |
| Facturación total (millones de euros)            | 604   |
| Personal de I+D sobre la plantilla               | 27%   |
| Personal menor de 30 sobre la plantilla          | 14%   |
| Personal titulados superiores sobre la plantilla | 34%   |

## Sectores presentes en el parque[2]
- Aeronáutica
- Alimentación
- Automoción
- Centros de Empresas - Incubadoras
- Electrónica
- Energía y Medio Ambiente
- I+D y Centros Tecnológicos
- Ingeniería
- Medicina y Biotecnología
- Servicios Avanzados
- Servicios Generales
- TIC